# Секретариат ООН
Секретариа́т Организа́ции Объединённых На́ций — один из шести главных органов Организации Объединённых Наций (ООН), ответственный за административно-техническое обслуживание других органов ООН, её комитетов, политических миссий, экономических и социальных комиссий и операций по поддержанию мира, обеспечение работы конференций ООН, поддержание связей со СМИ и структурами гражданского общества.
Руководство работой Секретариата и назначение на должности в составе Секретариата осуществляет Генеральный секретарь ООН, назначаемый Генеральной Ассамблеей по рекомендации Совета Безопасности сроком на 5 лет.
В состав Секретариата ООН не входят сотрудники программ и фондов ООН и Специализированных учреждений ООН (МОТ, ВОЗ, ЮНЕСКО, МВФ и Группа Всемирного банка и другие автономные международные межправительственные организации).

## Роль и функции Секретариата ООН
В общем виде роль, функции и полномочия Секретариата и Генерального секретаря ООН определены в главе XV Устава ООН.
По мере увеличения числа стран-членов ООН и расширения её мандата, сфера ответственности Секретариата ООН расширялась. В настоящее время сотрудники Секретариата отвечают за подготовку повестки дня органов ООН и организационное обеспечение выполнения их решений; готовят оперативные и аналитические материалы; обеспечивают устный и письменный перевод документов и выступлений на официальные языки ООН; составляют стенографические и краткие отчеты заседаний и в целом обеспечивают документооборот в Организации; работают в составе операций по поддержанию мира, политических и гуманитарных миссий ООН; а также выполняют иную работу, которая может быть возложена на Секретариат другими главными органами ООН.

## Структура и местоположение подразделений Секретариата ООН
Секретариат ООН состоит из следующих основных организационных подразделений:
- Административная канцелярия Генерального секретаря;
- Департамент по делам Генеральной Ассамблеи и конференционному управлению;
- Департамент по политическим вопросам и вопросам миростроительства[4];
- Управление по вопросам разоружения;
- Департамент операций по поддержанию мира;
- Департамент полевой поддержки;
- Управление по правовым вопросам;
- Департамент по экономическим и социальным вопросам;
- Секретариат Конференции Организации Объединённых Наций по торговле и развитию;
- Секретариат Программы Организации Объединённых Наций по окружающей среде;
- Секретариат программы Организации Объединённых Наций по населенным пунктам;
- Управление по наркотикам и преступности;
- Секретариат Экономической комиссии для Африки;
- Секретариат Экономической и социальной комиссии для Азии и Тихого океана;
- Секретариат Европейской экономической комиссии;
- Секретариат Экономической комиссии для Латинской Америки и Карибского бассейна;
- Секретариат Экономической и социальной комиссии для Западной Азии;
- Управление Верховного комиссара Организации Объединённых Наций по правам человека;
- Управление по координации гуманитарных вопросов;
- Департамент глобальных коммуникаций[5];
- Департамент по стратегии, политике и контролю в области управления[6];
- Отделение Организации Объединённых Наций в Женеве;
- Отделение Организации Объединённых Наций в Вене;
- Отделение Организации Объединённых Наций в Найроби;
- Управление служб внутреннего надзора;
- Департамент по вопросам охраны и безопасности;
- Канцелярия Высокого представителя по наименее развитым странам, развивающимся странам, не имеющим выхода к морю, и малым островным развивающимся государствам;
- Канцелярия Специального советника по Африке;
- Канцелярия Специального представителя Генерального секретаря по вопросу о детях и вооруженных конфликтах;
- Канцелярия Специального представителя Генерального секретаря по вопросу о сексуальном насилии в условиях конфликта;
- Бюро по вопросам этики;
- Канцелярия Омбудсмена Организации Объединённых Наций;
- Управление по вопросам отправления правосудия;
- Бюро Организации Объединённых Наций по вопросам партнерства;
- Бюро Организации Объединённых Наций по спорту на благо развития и мира;
- Управление Организации Объединённых Наций по уменьшению опасности бедствий;
- Контртеррористическое управление[7].

## Персонал Секретариата ООН
Персонал Секретариата ООН назначается на временной или постоянной основе Генеральным секретарём согласно правилам, устанавливаемым Генеральной Ассамблеей. Устав ООН обязывает Генерального секретаря при приеме на службу и определении условий службы сотрудников Секретариата руководствоваться необходимостью обеспечить высокий уровень работоспособности, компетентности и добросовестности персонала. При наборе персонала соблюдение принципа справедливого географического представительства является особенно важным фактором отбора.
Генеральный секретарь и сотрудники Секретариата подотчётны только ООН, а государства-члены должны воздерживаться от попыток повлиять на выполнение ими своих служебных обязанностей. По состоянию на 31 декабря 2018 года общая численность персонала Секретариата составила 37 505 сотрудников из 172 стран. Секретариат со штаб-квартирой в Нью-Йорке функционирует через места службы в Аддис-Абебе, Бангкоке, Бейруте, Женеве, Найроби, Сантьяго и Вене, а также через отделения по всему миру.
Персонал Секретариата также выделяется для постоянной работы в Экономический и Социальный Совет, в Совет по Опеке и, по мере надобности, в другие органы Организации.
Исследование персонала Секретариата ООН показало, что на отбор персонала влияют следующие факторы: желание добиться минимального количества должностных лиц от каждого государства; численность населения государства; взносы стран участниц-ООН. Государства, которые больше всего представлены в секретариате, — это небольшие богатые демократии как, например, страны Северной Европы.